# Manuel de Gouveia
Manuel de Gouveia (Gouveia,? — Angra, 4 de Novembro de 1596), por vezes também referido por D. Manuel de Gouveia, o Casto, foi o 8.º bispo da Diocese de Angra, que governou de 1584 a 1596.

## Biografia
D. Manuel de Gouveia nasceu na vila de Gouveia, filho de Martim Lourenço e de sua mulher Brites Álvares. Foi irmão do padre-mestre Inácio Martins.
Foi apresentado para bispo de Angra em 1583, mas em consequência da guerra e dos trágicos acontecimentos que se seguiram ao Desembarque da Baía das Mós e ao saque de Angra, só tomou posse no ano seguinte.
Dedicou-se à criação e reforma de confrarias e instituições canónicas, entre as quais a Santa Casa da Misericórdia da Ribeira Grande e a Confraria de Nossa Senhora do Rosário, erecta na Sé. Também criou várias paróquias, entre as quais a de Nossa Senhora da Apresentação, na actual vila das Capelas, a de Nossa Senhora do Rosário, no Porto dos Carneiros da vila da Lagoa, e a de Santa Luzia de Angra (em 1595). Também se dedicou à melhoria da administração da fábrica das igrejas. Zeloso pela reforma de costumes e pelo bem estar pastoral da diocese, visitou todas as ilhas do arquipélago, feito raro para um prelado durante vários séculos.
Por alvará de 5 de Março de 1584 criou na Sé mais quatro capelanias. Conseguiu aprovação real para melhorar as côngruas dos párocos e os ordenados dos empregados da Sé. Também conseguiu, em 1590, que o rei Filipe II de Espanha, autorizasse a continuação das obras da nova catedral, interrompidas desde os tempos do governo de Ciprião de Figueiredo.
Com o governador e mestre de campo D. António de La Puebla lançou em 1592 a primeira pedra do Castelo de San Filipe, hoje Castelo de São João Baptista do Monte Brasil, que vozes anónimas da época segredavam que nela se fundava um grilhão para toda a ilha. Também lhe coube, a 10 de Maio de 1595, benzer a primeira pedra do Colégio dos Jesuítas de Angra, hoje o Palácio dos Capitães-Generais.
D. Manuel de Gouveia faleceu em Angra, no dia 4 de Novembro de 1596, ficando sepultado junto ao do altar-mor da Sé Catedral de Angra.